# Вишинелу (Муреш)
Вишинелу (рум. Vișinelu) насеље је у Румунији у округу Муреш у општини Сармашу. Oпштина се налази на надморској висини од 333 m.

## Становништво
Према подацима из 2002. године у насељу је живело 563 становника, од којих су сви румунске националности.